# Carlos María Domínguez (Bischof)
Carlos María Domínguez OAR (* 23. Dezember 1965 in San Martín, Provinz Buenos Aires) ist ein argentinischer römisch-katholischer Ordensgeistlicher und emeritierter Bischof von San Rafael.

## Leben
Carlos María Domínguez besuchte von 1972 bis 1983 das Colegio Agustiniano in San Andrés. Anschließend trat er der Ordensgemeinschaft der Augustiner-Rekollekten bei und absolvierte das Noviziat in Burgos. Am 1. Februar 1987 legte Domínguez in der Pfarrkirche Nuestra Señora de la Consolación in Villa Crespo die einfache Profess ab. Er studierte Philosophie und Katholische Theologie am ordenseigenen Priesterseminar San Ezequiel in San Andrés. Von 1990 bis 1991 war Carlos María Domínguez als Leiter der Escuela Técnica San José in San Martín tätig. 1991 erwarb er an der Päpstlichen Katholischen Universität von Argentinien in Buenos Aires einen Bachiller im Fach Katholische Theologie. Nachdem Domínguez am 15. März 1992 die feierliche Profess abgelegt hatte, wurde er am 12. September desselben Jahres in der Pfarrkirche San José in Villa Maipú zum Diakon geweiht. Als Diakon wirkte er am Priesterseminar San Ezequiel. Am 13. März 1993 empfing durch den Bischof von San Nicolás de los Arroyos, Domingo Salvador Castagna, das Sakrament der Priesterweihe. 1993 erlangte er am Instituto Normal Superior Estados Unidos de América in San Martín zudem einen Abschluss als Grundschullehrer.
Domínguez war zunächst als Pfarrvikar der Pfarrei San José tätig. Zudem wurde er 1994 Verantwortlicher für die Berufungspastoral der Augustiner-Rekollekten sowie Leiter des Sekretariats für Jugend- und Berufungspastoral der Ordensprovinz Santo Tomás de Villanueva seiner Ordensgemeinschaft. Nachdem Carlos María Domínguez 1997 an der Päpstlichen Katholischen Universität von Argentinien ein Lizenziat im Fach Pastoraltheologie erworben hatte, lehrte er außerdem Dogmatik an der Katholischen Universität von Santa Fé. 2003 wurde Domínguez Regens des Priesterseminars San Ezequiel in San Andrés und Prior der dortigen Kommunität der Augustiner-Rekollekten. Daneben wirkte er von 2004 bis 2006 als Pfarradministrator der Pfarrei Nuestra Señora de Luján und gehörte dem Priesterrat des Bistums San Martín an. Von 2006 bis 2012 war Carlos María Domínguez Provinzialvikar für den argentinischen Teil der Ordensprovinz Santo Tomás de Villanueva der Augustiner-Rekollekten. Ferner war er von 2007 bis 2012 als Berater der Kommission für die Jugendpastoral der Argentinischen Bischofskonferenz und von 2010 bis 2011 als Pfarradministrator der Pfarrei Nuestra Señora de la Consolación in Buenos Aires tätig. Anschließend wurde Domínguez Prior des ordenseigenen Kleinen Seminars Sagrado Corazón in Guadalajara und Vikar der Ordensprovinz Santo Tomás de Villanueva der Augustiner-Rekollekten sowie erneut Verantwortlicher für die Berufungspastoral und Leiter des Sekretariats für Jugend- und Berufungspastoral der Ordensprovinz. Von 2015 bis 2018 war er Provinzialprior der Ordensprovinz Santo Tomás de Villanueva. Danach wurde Domínguez Provinzialvikar für den spanischen Teil dieser Ordensprovinz.
Am 22. April 2019 ernannte ihn Papst Franziskus zum Titularbischof von Vita und zum Weihbischof in San Juan de Cuyo. Der Erzbischof von San Juan de Cuyo, Jorge Eduardo Lozano, spendete ihm am 29. Juni desselben Jahres im Estadio Aldo Cantoni in San Juan die Bischofsweihe; Mitkonsekratoren waren der Bischof von Chascomús, Carlos Humberto Malfa, der Bischof von Santa Rosa, Raúl Martín, und der Bischof von Bragança do Pará, Jesús María Cizaurre Berdonces OAR, sowie der emeritierte Prälat von Marajó, José Luis Azcona Hermoso OAR. Sein Wahlspruch Alegres en la esperanza („Freut euch in der Hoffnung“) stammt aus Röm 12,12 . Als Weihbischof gehört Carlos María Domínguez dem Priesterrat und dem Diözesanvermögensverwaltungsrat des Erzbistums San Juan de Cuyo an. In der Argentinischen Bischofskonferenz ist er seit 2021 stellvertretender Delegat für die Region Cuyo sowie Mitglied des Rates für die ökonomischen Angelegenheiten und der Kommission für das Leben, die Familie und die Laien.
Am 5. Februar 2022 wurde Domínguez zudem zum Apostolischen Administrator des vakanten Bistums San Rafael ernannt. Am 11. Februar 2023 ernannte ihn Papst Franziskus zum Bischof von San Rafael. Die Amtseinführung fand am 25. März desselben Jahres statt.
Am 13. Februar 2025 nahm Papst Franziskus seinen vorzeitigen Rücktritt an.